# Stereogum
Stereogum is een invloedrijke nieuwssite en weblog voor indiemuziek. De naam werd ontleend aan de songtekst van het lied Radio #1 van de Franse band Air. De site werd in januari 2002 gelanceerd door Scott Lapatin; de huidige eigenaar is SpinMedia. Het richt zich op muzieknieuws, liedpremières en commentaren. Sommige artiesten gebruiken deze website voor de première van hun muziek.
De website ontving verschillende prijzen, zoals een Webby Award in de categorie Muziek in 2010 en een Omma Award, eveneens in de categorie Muziek in 2010.